# Aurora Borealis
Aurora Borealis – amerykańska grupa muzyczna wykonująca death metal z wpływami black metalu. Powstała 1994 roku w Waldorf w stanie Maryland w USA.

## Dyskografia
- 1994 Demo 94 (Demo)
- 1996 Mansions Of Eternity (EP)
- 1998 Praise The Archaic Lights Embrace
- 2000 Northern Lights
- 2000 Scream Forth Blasphemy - A Tribute to Morbid Angel (kompilacja różnych wykonawców)
- 2001 Checkpoint #3 (split z Daemon, Illdisposed, Necrosphere, 2 Ton Predator)
- 2002 Time, Unveiled
- 2003 Checkpoint #4 (split z Koldborn, Guard, 2 Ton Predator, Thorium)
- 2006 Relinquish[3]
- 2011 Timeline: The Beginning And End Of Everything[4]
- 2014 Worldshapers[5]
- 2020 Apokalupsis
- 2022 Prophesy is the Mold in Which History is Poured